# Maricica Țăran

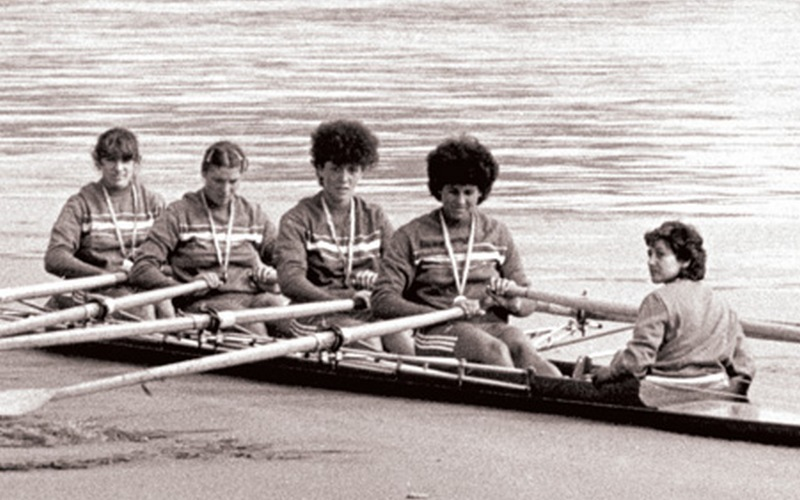
Echipa de canotaj 4+1 la JO 1984

Maricica Titie Țăran (Jordache după căsătorie; n. 4 ianuarie 1962, Gherța Mică, Satu Mare, România) este o canotoare de origine română, laureată cu aur la Los Angeles 1984.
În 1985 a obținut medalia de bronz la Campionatul Mondial de la Hazewinkel, iar la ediția din 1986, la Nottingham, a câștigat și o medalie de argint. În 1987, în timpul unei competiții la Mannheim, Germania, a cerut azil politic. După ce a obținut cetățenia germană a câștigat medalia de bronz la Campionatul Mondial din 1990.
În 2004 a fost decorată cu Ordinul „Meritul Sportiv” clasa I.

## Legături externe
Materiale media legate de Maricica Țăran la Wikimedia Commons
- Maricica Țăran la Comitetul Olimpic și Sportiv Român (arhivat)
- en Maricica Țăran la Olympedia.org